# Nâgasvaram

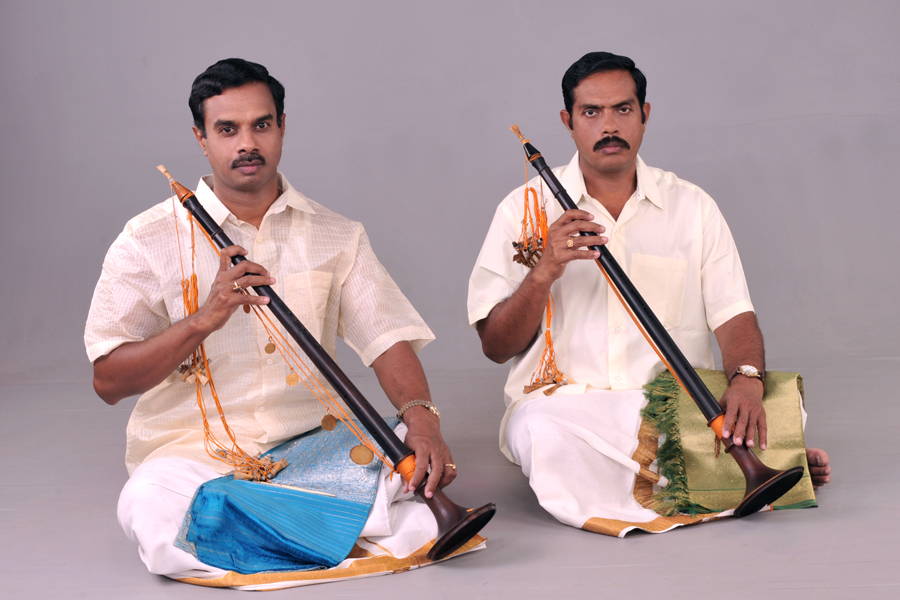
Kasim-Babu, spécialistes indiens du nâgasvaram

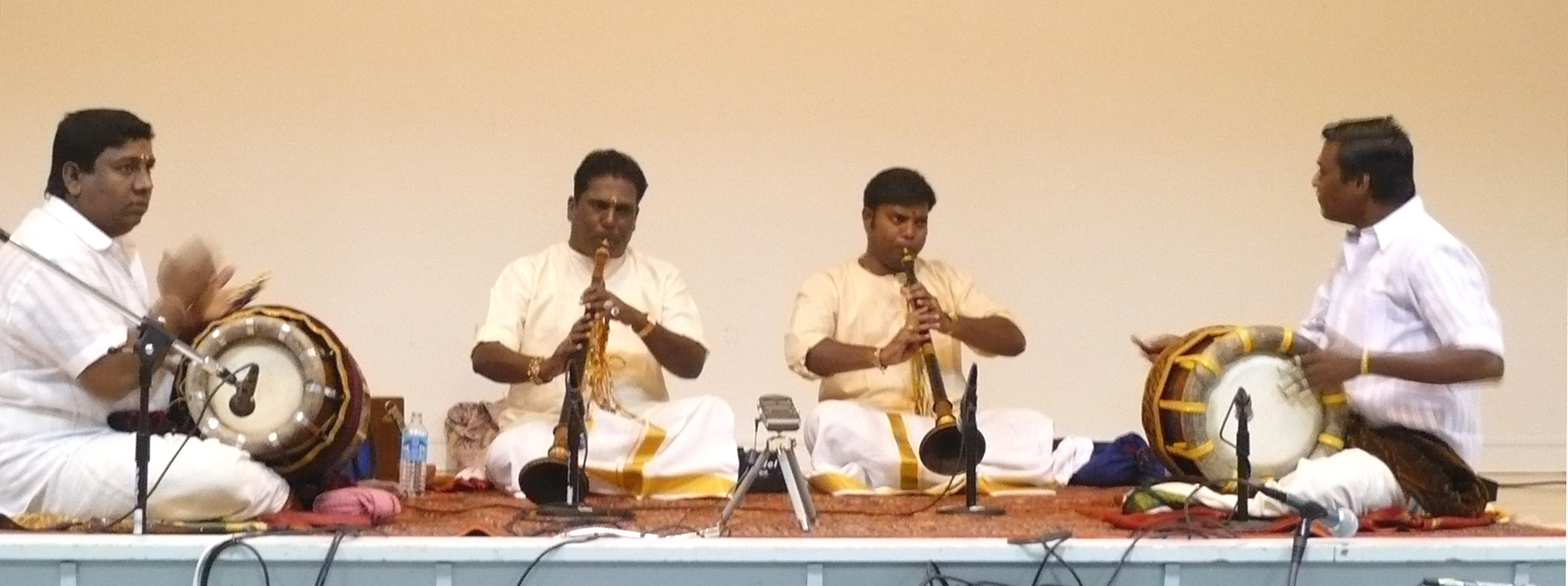
Ensemble formé de deux nâgasvaram et de deux thavil.

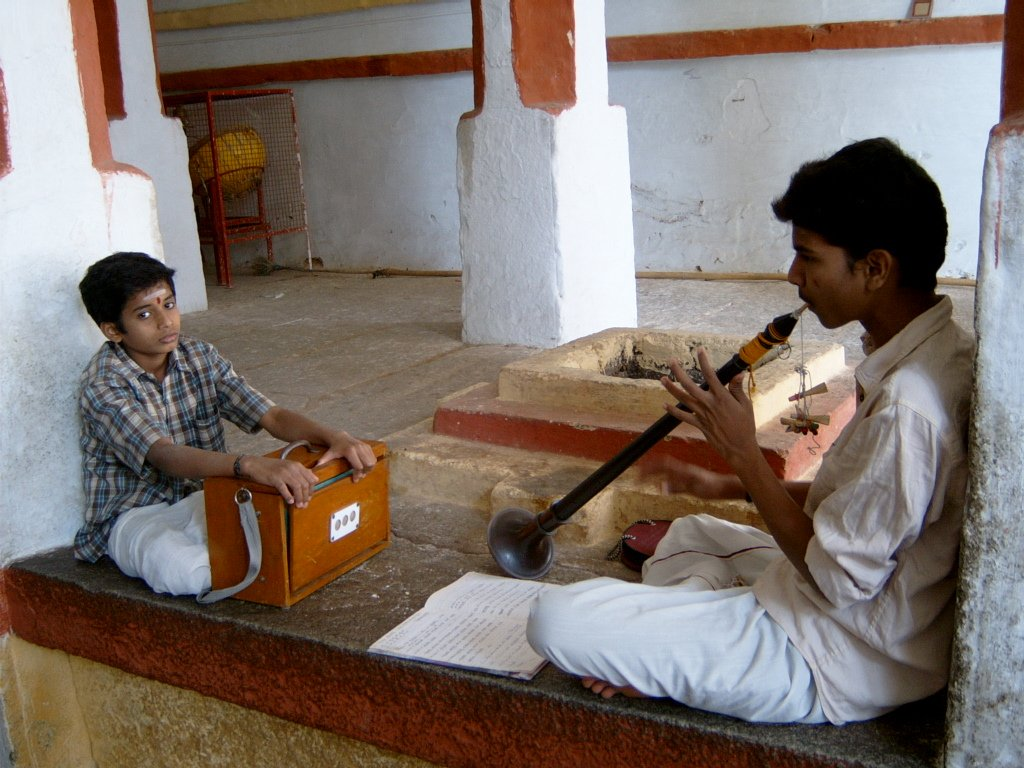
Nâgaswaram et shruti box

Le nâgasvaram ou nadhaswaram est un instrument de musique à vent populaire, mais rare dans la musique carnatique, la musique classique de l'Inde du Sud. Cet instrument à vent rappelle le hautbois shehnai de l'Inde du Nord, mais avec 90 cm de longueur, il est deux fois plus grand, avec un corps en bois dur.

## Facture
Il a une perce conique et un écouvillon amovible en bois. Il est doté de plusieurs anches doubles en bambou (utilisées successivement), attachées par une ficelle au corps de l'instrument, afin d'en varier le timbre ou la tonalité. C'est un instrument très sonore et criard, assez proche du clairon.

## Jeu
En Inde, il est considéré comme instrument de bon augure, et c'est l'un des instruments essentiels dont on joue en Inde du Sud lors de pratiquement tous les mariages, ainsi que lors des rituels dans les temples. Il fait partie de la famille des instruments connus sous le nom de Mangala Vadya (littéralement : mangala signifie « de bon augure », et vadya veut dire « instrument »). On joue généralement du nâgasvaram par paire (l'un en solo, l'autre en accompagnement), accompagnés par deux tambours appelés thavil et parfois d'une shruti box ou d'un autre nâgasvaram en bourdon appelé alors ottu. 
Il en existe aussi une petite version folklorique : le mukhavînâ. http://mediatheque.cite-musique.fr/masc/?URL=play.asp?ID=0258303
Sheik Chinna Moulana était un joueur expert de nâgasvaram.

## Source
- (en) S. Sadie, The New Grove Dictionary of Musical Instrument, Macmillan et Oxford Press, London, 1985.
- (en) The Garland Encyclopedia of World Music, p. 914.